# Kuźnice Tomaszowskie
Zasugerowano, aby zintegrować ten artykuł z artykułem Tomaszów Mazowiecki. Nie opisano powodu propozycji integracji.

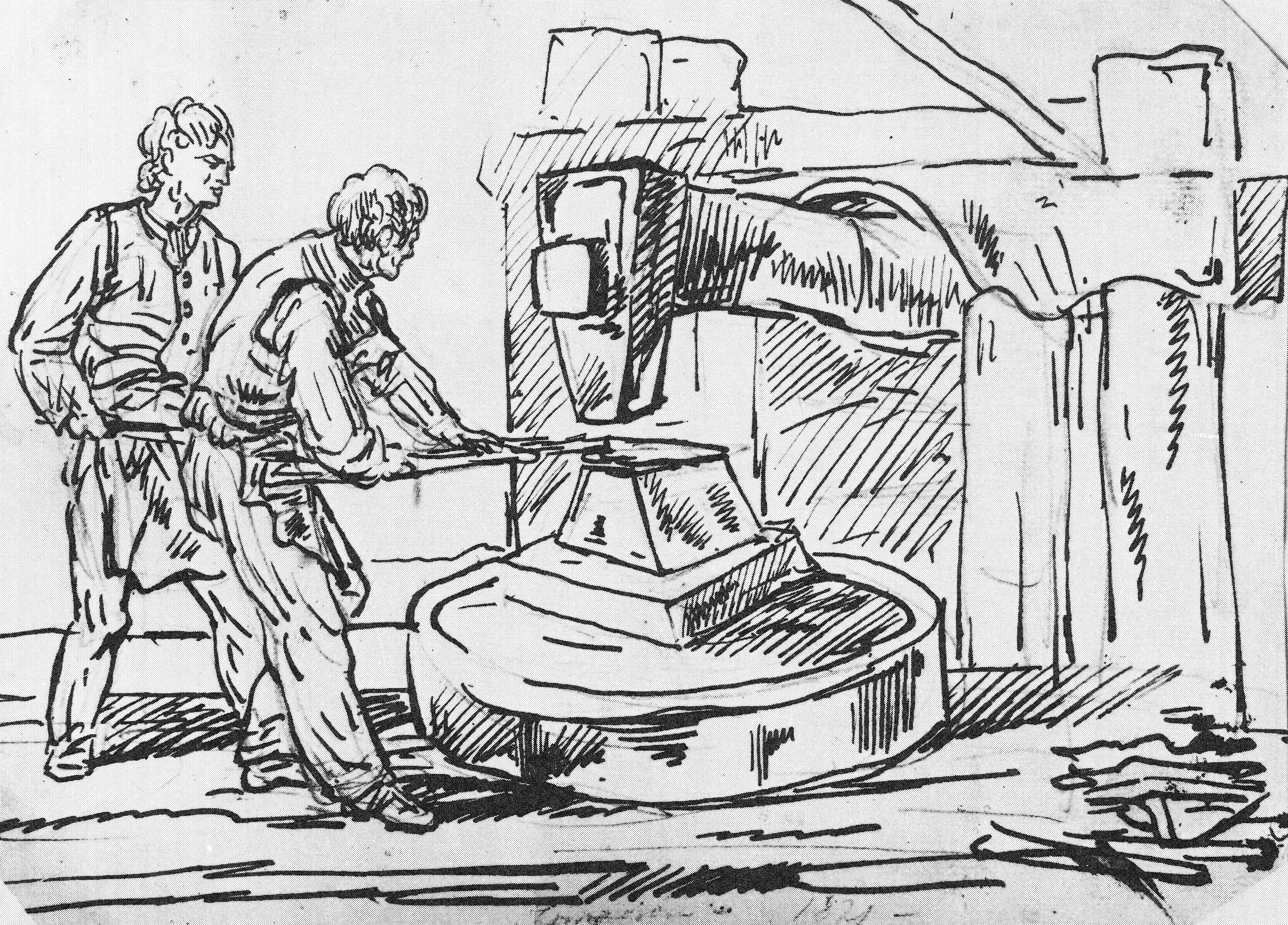
Piotr Michałowski (1800-1855), Młot parowy w Kuźnicach-Tomaszowie, 1821

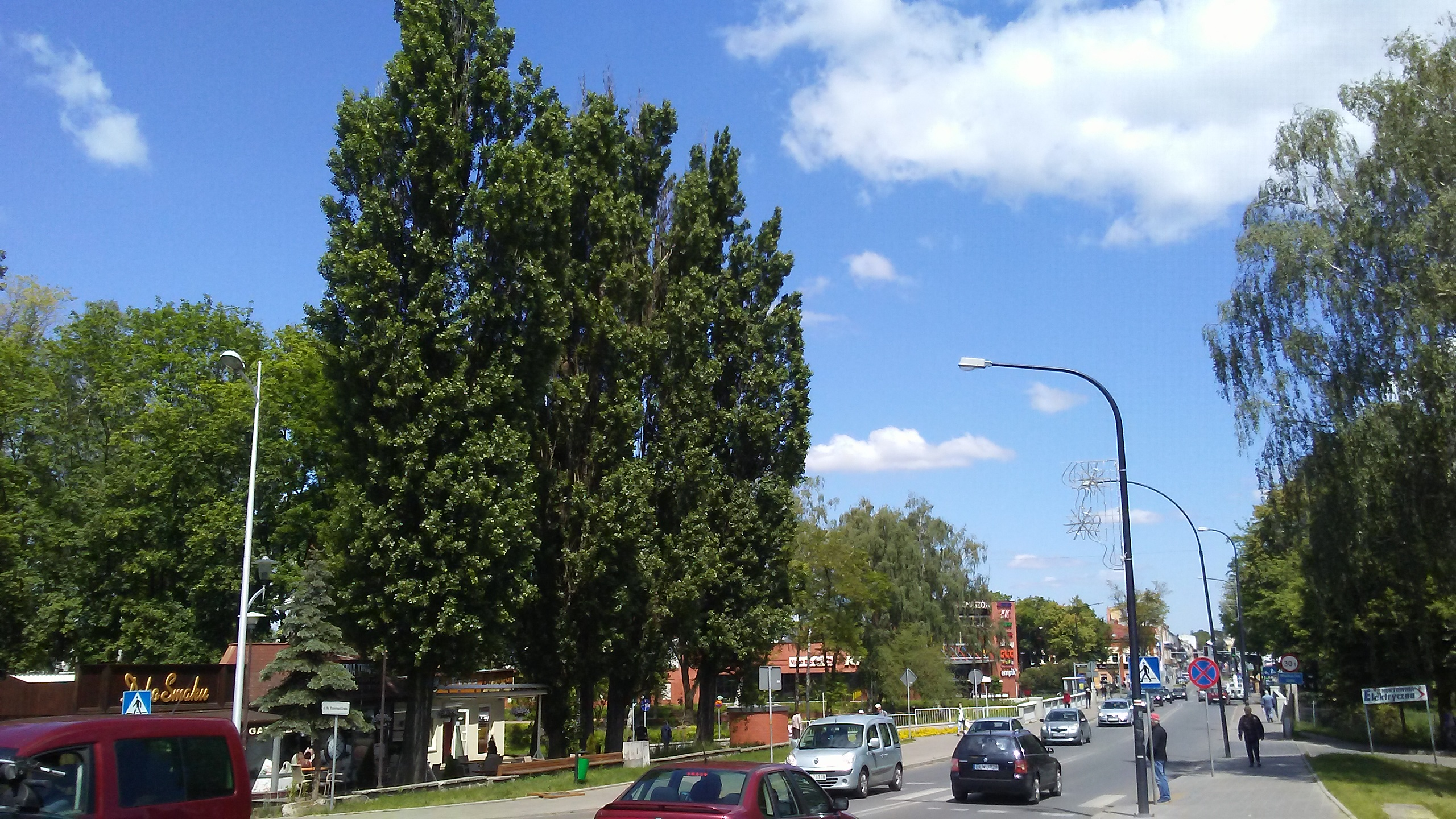
Teren Kuźnic obecnie. W tle most na Wolbórce, dalej galeria handlowa „Tomaszów” przed dawnym Rynkiem św. Tekli, obecnie skwerem „4 czerwca 1989 roku” (2020)

Kuźnice Tomaszowskie, Kuźnice, Kuźnice-Tomaszów (obecnie Tomaszów Mazowiecki), dawna osada hutnicza, powstała na skraju rozległej Puszczy Pilickiej nad rzeką Wolbórką ok. roku 1788 z inicjatywy Tomasza hr. Ostrowskiego. W latach 1811–1812 hr. Antoni Jan Ostrowski, syn Tomasza i dziedzic dóbr ujezdzkich, zbudował w Kuźnicach-Tomaszowie pałacyk letni w stylu klasycystycznym. Do roku 1822 w Kuźnicach-Tomaszowie mieszkało około 30 mieszkańców w 4 budynkach drewnianych. 
Od roku 1822 osada, która miała zostać wkrótce znacznym ośrodkiem przemysłu włókienniczego, przyjęła oficjalne miano Tomaszów Mazowiecki ("Tomaschow de Mazovie"). Miano to zostało nadane na cześć Tomasza hr. Ostrowskiego.